# Primula finmarchica
Primula finmarchica là một loài thực vật có hoa trong họ Anh thảo. Loài này được Jacq. miêu tả khoa học đầu tiên.